# Steffen Kuchenreuther
Steffen Kuchenreuther (*  29. August 1947 in Erlangen; † 20. Januar 2013 in München) war ein deutscher Kinobetreiber und Filmproduzent. Er war von 1997 bis 2012 Präsident der Spitzenorganisation der Filmwirtschaft (SPIO) und 18-mal Organisator des Deutschen Filmballs in München.

## Leben
Steffen Kuchenreuthers Eltern waren Kinobetreiber. So kam er bereits früh mit der Branche in Kontakt. Er studierte an der Ludwig-Maximilians-Universität München Betriebswirtschaft und übernahm 1965 gemeinsam mit seinem Bruder Thomas das Leopold-Kino in Schwabing. 1966 kam das Savoy in Pasing dazu, ein Jahr später das ABC in der Herzogstraße. Insbesondere beim ABC-Kino, einem der ältesten Münchner Lichtspielhäuser, setzten die Kuchenreuthers dabei auf Filmkunst statt Mainstream. Als Mitglied des europäischen Filmtheater-Netzwerks „Europa Cinemas“ zeigt das Kino vorwiegend europäische Filmkunst in seinem Programm. 1971 wurde noch das Eldorado in der Sonnenstraße und das Kino Münchner Freiheit übernommen.
Ebenfalls gemeinsam mit seinem Bruder produzierte er die Ingeborg-Bachmann-Verfilmung Malina (1991) und Herbert Achternbuschs Filme Ab nach Tibet! (1994) und Hades (1995). Für Malina erhielten Steffen und Thomas Kuchenreuther den Bayerischen Filmpreis.
Steffen Kuchenreuther war als Aufsichtsratsmitglied des Münchner Filmfests und als Jurymitglied für den Bayerischen Filmpreis tätig. Die Stadt München ehrte ihn 2011 mit der Auszeichnung München leuchtet in Gold. Er war Ehrenmitglied des Präsidiums der Spitzenorganisation der Filmwirtschaft (SPIO) und wurde 2012 mit dem Bundesverdienstkreuz erster Klasse und dem Herbert-Strate-Preis geehrt. Darüber hinaus engagierte er sich unter anderem als Vizepräsident des europäischen Kinoverbandes, Präsident des Hauptverbandes Deutscher Filmtheater und Vorstandsmitglied des Wirtschaftsverbandes der Filmtheater Bayern.
Kuchenreuther starb einen Tag nach dem 40. Deutschen Filmball, an welchem er nicht mehr teilnehmen konnte, an Lungenkrebs. Er hinterließ seine Ehefrau Soo Leng Kuchenreuter und seinen Sohn Jeremy Wilson.

## Filmografie
- 1991: Malina (Regie: Werner Schroeter)
- 1994: Ab nach Tibet! (Regie: Herbert Achternbusch)
- 1995: Hades (Regie: Herbert Achternbusch)